# Bruchus brachialis
Bruchus brachialis là một loài bọ cánh cứng trong họ Bruchidae. Loài này được Fåhraeus miêu tả khoa học năm 1839.

## Hình ảnh

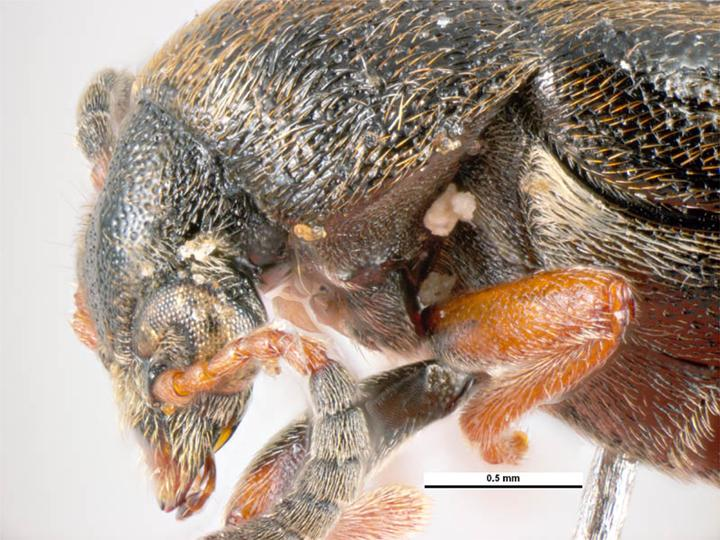
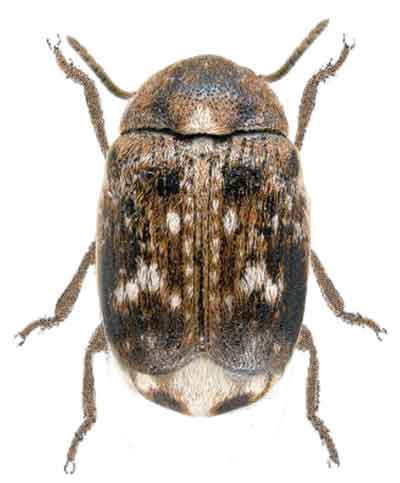